# Dicranostyles ampla
Dicranostyles ampla là một loài thực vật có hoa trong họ Bìm bìm. Loài này được Ducke mô tả khoa học đầu tiên năm 1953.